# 花園城 (愛達荷州)
花園城（英語：Garden City）是一個位於美國愛達荷州埃達縣的城市。

## 地理
花園城的座標為43°38′44″N 116°15′58″W / 43.64556°N 116.26611°W，而該地的平均海拔高度為815米（即2674英尺）。

## 人口
根據2010年美國人口普查的數據，花園城的面積為11.07平方千米，當中陸地面積為10.66平方千米，而水域面積為0.41平方千米。當地共有人口10972人，而人口密度為每平方千米991.15人。